# كرزيستوف كرول
كرزيستوف كرول (بالبولندية: Krzysztof Król)‏ هو لاعب كرة قدم بولندي في مركز ظهير ‏، ولد في 6 فبراير 1987 في Rydułtowy ‏ في بولندا. شارك مع منتخب بولندا تحت 19 سنة لكرة القدم ومنتخب بولندا تحت 20 سنة لكرة القدم. أما مع النوادي، فقد لعب مع النادي الرياضي بكالوني وإمباكت مونتريال وبياست غليفيتسه وبييلسكو بياوا ودايسكوبوليا غرودجيسك ويلكوبولسكي وريال مدريد ج وريال مدريد كاستيا وريال مدريد وشيكاغو فاير ونادي شريف تيراسبول وياغيلونيا بياويستوك.

## وصلات خارجية
- كرزيستوف كرول على موقع الاتحاد الدولي (مؤرشف)  (الإنجليزية)
- كرزيستوف كرول على موقع الدوري الأمريكي (الإنجليزية)
- كرزيستوف كرول على موقع قاعدة بيانات كرة القدم.إي يو (الإنجليزية)
- كرزيستوف كرول على موقع Soccerway.com (الإنجليزية)
- كرزيستوف كرول على موقع عالم كرة القدم.نت (الإنجليزية)